# Odette Piquet
Odette Piquet est une actrice française, née le 25 avril 1921 dans le 4e arrondissement de Paris et morte le 16 octobre 2001 dans le 14e arrondissement de Paris,.

## Filmographie

### Actrice

#### Cinéma

##### Longs métrages
- 1960 : Zazie dans le métro : La mère de Zazie
- 1962 : Les Culottes rouges : L'Allemande (non crédité)
- 1963 : La Belle Vie : Petit rôle (non crédité)
- 1963 : The Bread Peddler
- 1966 : Le Chien fou
- 1966 : Qui êtes-vous, Polly Maggoo?
- 1967 : Le Voleur : Fernande - la patronne de l'Hôtel de la Biche (non crédité)
- 1967 : Soleil Ô
- 1968 : Tante Zita : La garde de jour
- 1970 : Borsalino : La chanteuse
- 1978 : L'Exercice du pouvoir
- 1987 : Papillon du vertige : La mère

##### Courts métrages
- 1967 : Contacts
- 1972 : L'Autoportrait d'un pornographe

#### Télévision

##### Séries télévisées
- 1956 : En votre âme et conscience, épisode L'Affaire de Vaucroze de Jean Prat
- 1964 : Les Aventures de Monsieur Pickwick : Rachel
- 1965 : Les Facéties du sapeur Camember : Victoire
- 1968 : Les Contes du chat perché : La mère
- 1967 : En votre âme et conscience, épisode : L'Affaire Daurios ou le Vent du Sud de  Guy Lessertisseur
- 1969 : En votre âme et conscience : Marie Breysse
- 1975 : Les Peupliers de la Prétentaine : Marie
- 1976 : Commissaire Moulin
- 1977 : Le Confessionnal des pénitents noirs : Béatrix
- 1977 : Les Samedis de l'histoire
- 1978 : Les Cinq Dernières Minutes : Chauray
- 1981 : Les Dossiers de l'écran : Marie
- 1984-1987 : Les Enquêtes du commissaire Maigret : Mme Fagonnet / Noémie / La Concierge

##### Téléfilms
- 1960 : Un beau dimanche de septembre de Marcel Cravenne : Maria-Grazia
- 1961 : Hauteclaire ou le Bonheur dans le crime : Maria
- 1961 : Le Jubilée
- 1961 : Le Procès de Sainte-Thérèse de l'enfant Jésus : Sœur Marie de Jésus
- 1961 : Les Mystères de Paris : Mont Saint-Jean (en tant qu'Odette Picquet)
- 1961 : Ôtez votre fille, s'il vous plaît : Gimblette (en tant qu'Odette Piquet)
- 1965 : Le Faiseur
- 1969 : Léonce et Léna : La gouvernante (en tant qu'Odette Picquet)
- 1981 : Le Loup-garou : Mme de la Huerta
- 1987 : Les Fortifs

### Parolière

#### Cinéma
- 1970 : Borsalino